# Általános sebészet
Az általános sebészet ma elsősorban hasi betegségek műtéti kezelését végzi, de ide tartozik a pajzsmirigy, mellékpajzsmirigy, nyelőcső, emlő és a végtagok egyes betegségeinek (visszér, érszűkület) kezelése is. Korábban az általános sebészet része volt a traumatológia, ortopédia, urológia idegsebészet, plasztikai sebészet, gyermeksebészet, mellkassebészet, szívsebészet, érsebészet, transzplantációs sebészet, de ezek ma már részben vagy teljesen önálló diszciplínát képviselnek. Az általános sebészet további darabolódása figyelhető meg a szubspecializálódások által: laparoszkópos, artroszkópos, mikrosebész. A gastrointestinalis sebészeten belül is megfigyelhető szubspecializálódás: hepatobiliaris, colorectalis, proctologiai sebészet.

## Szakterületek
- baleseti sebészet
- hasi sebészet
- gyermeksebészet
- idegsebészet
- fej-nyak sebészet
- szájsebészet
- fül-orr-gégészet
- szemészet
- mellkassebészet
- szívsebészet
- érsebészet
- urológia
- szülészet-nőgyógyászat
- ortopédia
- kézsebészet
- plasztikai sebészet

Szubspecializációk
- endokrin sebészet
- onkológiai sebészet
- transzplantációs sebészet
- minimálisan invazív sebészet
- mikrosebészet
- proktológia

## Sebészi szakképzés Magyarországon
Az általános sebész képzés 1993 óta az Európai Közösségben egységesen 6 év. Ez Magyarországon a 42/2007. (IX.19.) EüM rendelet 2. sz. melléklet alapján a 72 hónapos szakképzés 70 hónapra rövidült.
Rezidens képzés 24 hónap
- 6 hónap traumatológia
- 4 hónap intenzív terápia
- 2 hónap oxyológia

Speciális szakképzés 48 hónap
- 42 hónap általános sebészet (ezen belül 6 hónapra választható társszakma: urológia, szülészet-nőgyógyászat, kézsebészet, idegsebészet, plasztikai sebészet, szívsebészet, endoszkópos sebészet, oxyológia)
- 3 hónap érsebészet
- 2 hónap mellkassebészet
- 1 hónap gyermeksebészet

Kötelező tanfolyamok:
- Transzfúziós tanfolyam
- Törzsképzési tanfolyam
- Sürgősségi tantermi gyakorlat

### Előírt sebészeti műtétek száma
250 műtét önálló végzése kötelező, amiben ambuláns és proktológiai műtét is kell legyen, de legalább 100 az alábbi műtétekből:
- Tracheostomia 2 (pajzsmirigy műtéttel helyettesíthető)
- Pajzsmirigy műtét 2
- Thoracotomia 2
- Emlő műtét 5
- Gyomor-duodenum műtét 5
- Cholecystectomia
  - hagyományos 5
  - laparoscopos 15
- Gastrointestinalis anastomosis 10
- Colon műtét 6
- Appendectomia 20
- Sérv műtét 20
- Verőér varrat 8

## Híres magyar sebészek és sebészetben jártas orvosok
- Balassa János
- Báron Jónás
- Bugát Pál
- Flór Ferenc
- Herczel Manó
- Ihász Mihály
- Kertész József
- Kovács József
- Makara György
- Plenk József Jakab
- Schächter Miksa
- Schöpf-Merei Ágost